# Domingo Pimentel Zúñiga
Pour les articles homonymes, voir Pimentel (homonymie) et Zúñiga.
Domingo Pimentel Zúñiga (né le 3 octobre 1584 à Benavente en Espagne et mort le 2 décembre 1653 à Rome) est un cardinal espagnol du XVIIe siècle. Il est membre de l'ordre des dominicains.

## Biographie
Domingo Pimentel Zúñiga est prieur du couvent de Ségovie, recteur du Colegio San Gregorio à Valladolid, provincial de son ordre en Espagne et recteur et régent de l'Université d'Alcalá de Henares. Il est élu évêque d'Osma en 1630, transféré au diocèse de Cordoue en 1633 et promu archevêque de Séville en 1649, poste qu'il résigne en 1652.
Le pape Innocent X le crée cardinal lors du consistoire du 19 février 1652. Il est ambassadeur d'Espagne auprès du Saint-Siège à partir de juin 1653.

## Source
- Fiche du cardinal sur le site fiu.edu